# Rosalinda (canción)
Rosalinda, del sencillo Rosalinda, es una canción de la cantante mexicana Thalía, el quinto sencillo de su séptimo álbum de estudio, Arrasando. Fue el tema musical de la telenovela del mismo nombre. Escrita y producida por el músico y compositor colombiano Kike Santander (también autor de otros temas como Piel morena, Por amor o Mujer latina), pertenece al género musical del pop latino; su estilo, más estrictamente, es cumbia.
También se ha grabado una versión regional mexicana del género banda sinaloense, incluida en el disco Thalía con banda: Grandes éxitos, lanzado en 2001.

## Posiciones
| Lista (2001-2019)                  | Peak position |
| ---------------------------------- | ------------- |
| Estados Unidos (Hot Latin Songs)   | 46            |
| Estados Unidos (Latin Pop Airplay) | 23            |
| Brunei Darussalam                  | 15            |

## Versiones
1. Álbum Versión
2. Radio Edit/ Intro Novela
3. Con Banda Versión